# László Antal (plébános)
László Antal (Tata, 1830. június 13. – Röjtök, 1902. március 10.) római katolikus plébános.

## Élete
A hat gimnáziumi osztályt szülőhelyén végezve, 1848-ban ő is fegyvert fogott, honvéd lett, részt vett a schwechati, csornai, ihászi, budai, kápolnai csatákban. 1849-ben Borosjenőnél tette le a fegyvert; a VII. és VIII. osztályt Győrött tanulta, majd 1852-ben ugyanott a papnövendékek sorába lépett. 1856. július 25-én áldozópappá szentelték és Csepregre küldték segédlelkésznek, ahol 1857. május 4-ig foglalatoskodott; majd Szilsárkányba, ahol 1858. december 31-ig (először mint káplán, utóbb mint plébános-helyettes) működött; 1859-től 1860 szeptemberéig a csornai, 1860 októbertől 1863. június 13-ig szentjánosi káplán volt; majd röjtöki plébános.
Cikke az Egyházművészeti Lapban jelent meg (1881. Röjtöki plébánia temploma.)